# Опалинский, Анджей (маршалок великий коронный)
А́нджей Опали́нский (25 ноября 1540 — 3 марта 1593) — польский государственный деятель, каштелян пржемецкий (1560) и сремский (1569), маршалок надворный коронный (1572—1574), маршалок великий коронный (1574—1593). Староста сремский и лежайский.

## Биография
Представитель польского магнатского рода Опалинских герба «Лодзя». Сын Мацея Опалинского (ум. 1541) и Ядвиги Любранской (ум. 1558).
В 1556 году Анджей Опалинский был назначен старостой сремским, в 1560 году — каштеляном пржемецким, а в 1569 году — сремским. В 1572 году он получил должность маршалка надворного коронного.
Во время бескоролевья Анджей Опалинский поддерживал кандидатуру французского принца Генриха Анжуйского и подтвердил его избрание на элекционном сейме в 1573 году.
На коронационном сейме 1574 года Анджей Опалинский был назначен маршалком великим коронным. Был одним из руководителей австрийской партии после бегства польского короля Генриха Анжуйского во Францию. Получил от Габсбургов 6 тысяч злотых и нанял более 2 тысяч немецких пехотинцев. На элекционном сейме он голосовал за кандидатуру германского императора Максимилиана II Габсбурга и отправился с посольством к нему, приглашая вступить на польский престол. После победы сторонников Стефана Батория принес ему в Раве присягу на верность и приветствовал его в Кракове. Принимал участие в подавлении Стефаном Баторием восстания в Гданьске.
В 1578 году Анджей Опалинский получил должность генерального старосты великопольского, конфликтовал с родом Гурков, будучи сторонником политики короля Стефана Батория и канцлера Яна Замойского в Великой Польше. После смерти короля Стефана Батория (1586) Анджей Опалинский продолжать поддерживать Яна Замойского.
В 1587 году на конвокационном сейме Анджей Опалинский вступил в острый конфликт с Гурками, выступал на элекционном сейме за кандидатуру пяста или шведского королевича. В 1587 году поддержал избрание на польский королевский престол Сигизмунда III Вазы. В Мальборке Анджей Опалинский приветствовал нового короля Речи Посполитой и начал пробуждать в нём недоверие к великому канцлеру коронному Яну Замойскому. В 1589 году он участвовал в подписании Бытомско-Бендзинского договора между Речью Посполитой и Австрией.
Анджей Опалинский стал врагом Яна Замойского и резко критиковал канцлера на конвокационном сейме. В 1598 году он был одним из комиссаром на переговорах с Австрией в Бендзине и Бытоме, в том же году на съезде сенаторов в Пётркуве защищал короля от атак со стороны Яна Замойского. Сыграл важную роль в том, что депутаты отклонили на пацификационном сейме проект избирательной реформы Яна Замойского, приобретя прочное положение при королевском дворе. В 1592 году при содействии Анджея Опалинского великопольские шляхтичи выступали против детронизации, на инквизиционном сейме того же года укрепил позиции короля Сигизмунда III Вазы.
Анджей Опалинский был ревностным защитником иезуитов, в Великопольше владел королевскими имениями: Ксыня, Накло, Срем, Гнезно, Копанице, Коло, Рогозьно, а в Малопольше ему принадлежали Лежайск, Рогатин и Красныстав.
Анджей Опалинский скончался 3 марта 1593 года в познанском замке, а был похоронен в Радлине.

## Семья и дети
В 1558 году женился на Катарине Косцелецкой (ок. 1545—1601), дочери генерального старосты великопольского и воеводы серадзского Януша Косцелецкого (ум. 1564) и Гертруды Данаберской (ум. 1573). Их дети:
- София Ядвига (1563 — после 1601), жена старосты радзиевского Яна Лещинского (ум. 1588/1589)
- Пётр (1566—1600), кравчий коронный (1588), староста накловский, гнезненский, рогатинский
- Гертруда (1569—1602), 1-й муж — Станислав Руджинский, 2-й муж с 1590 года каштелян каменецкий Марцин из Остророга Львовский (ум. 1590), 3-й муж с 1592 года подскарбий великий коронный Ян Фирлей (ум. 1614)
- Ядвига (1571 — после 1621), муж с ок. 1586 года воевода равский Пётр Мышковский (ум. 1600/1601)
- Анджей (1576—1623), пробст плоцкий (1591), староста сремский, секретарь великий коронный (1605), епископ познанский (1608)
- Лукаш (1581—1654), каштелян познанский (1615), маршалок надворный коронный (1622—1634), маршалок великий коронный (1634—1650), воевода равский (1653—1654), староста лежайский, валецкий, грубешовский, кольский, одолянувский, сремский, ратненский